# Loucká
Loucká (Duits: Loutschka of Lautzka) is een Tsjechische gemeente in de regio Midden-Bohemen, en maakt deel uit van het district Kladno. Het dorp ligt op 25 km afstand van de stad Kladno en op 17 km afstand van Slaný.
Loucká telt 149 inwoners (2023).

## Geschiedenis
De eerste schriftelijke vermelding van het dorp dateert van 1720.
Sinds 1960 is Loucká een zelfstandige gemeente binnen het district Kladno.

## Verkeer en vervoer

### Autowegen
Er leiden regionale wegen naar het dorp.

### Spoorlijnen
De gelijknamige spoorweghalte ligt aan spoorlijn 095 Vraňany - Zlonice. De lijn is een enkelsporige lijn waarop het vervoer in 1900 begon. Er rijden twee paar reizigerstreinen per dag.

### Buslijnen
Er is één gelijknamige bushalte in het dorp. De halte wordt bediend door lijn 596 Velvary - Straškov (- Linkovy) van ČSAD Slaný.

## Galerĳ

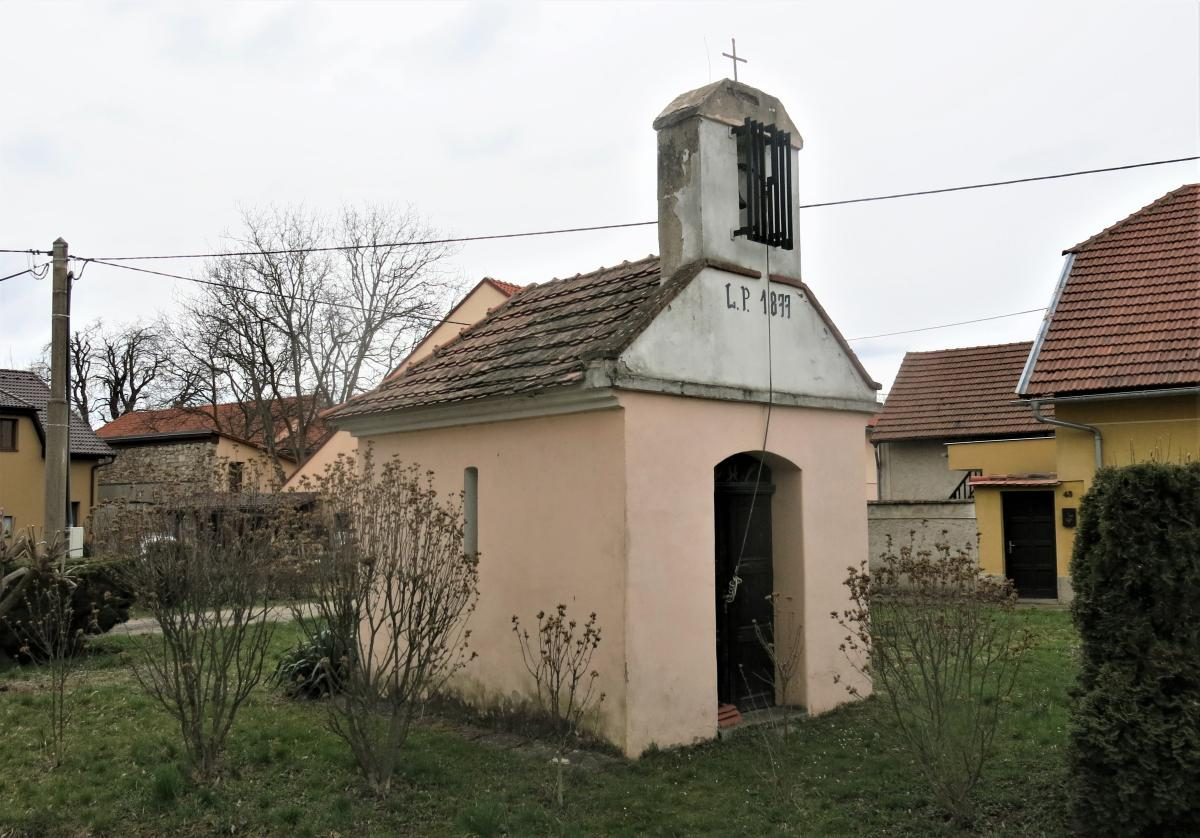
Dorpskapel
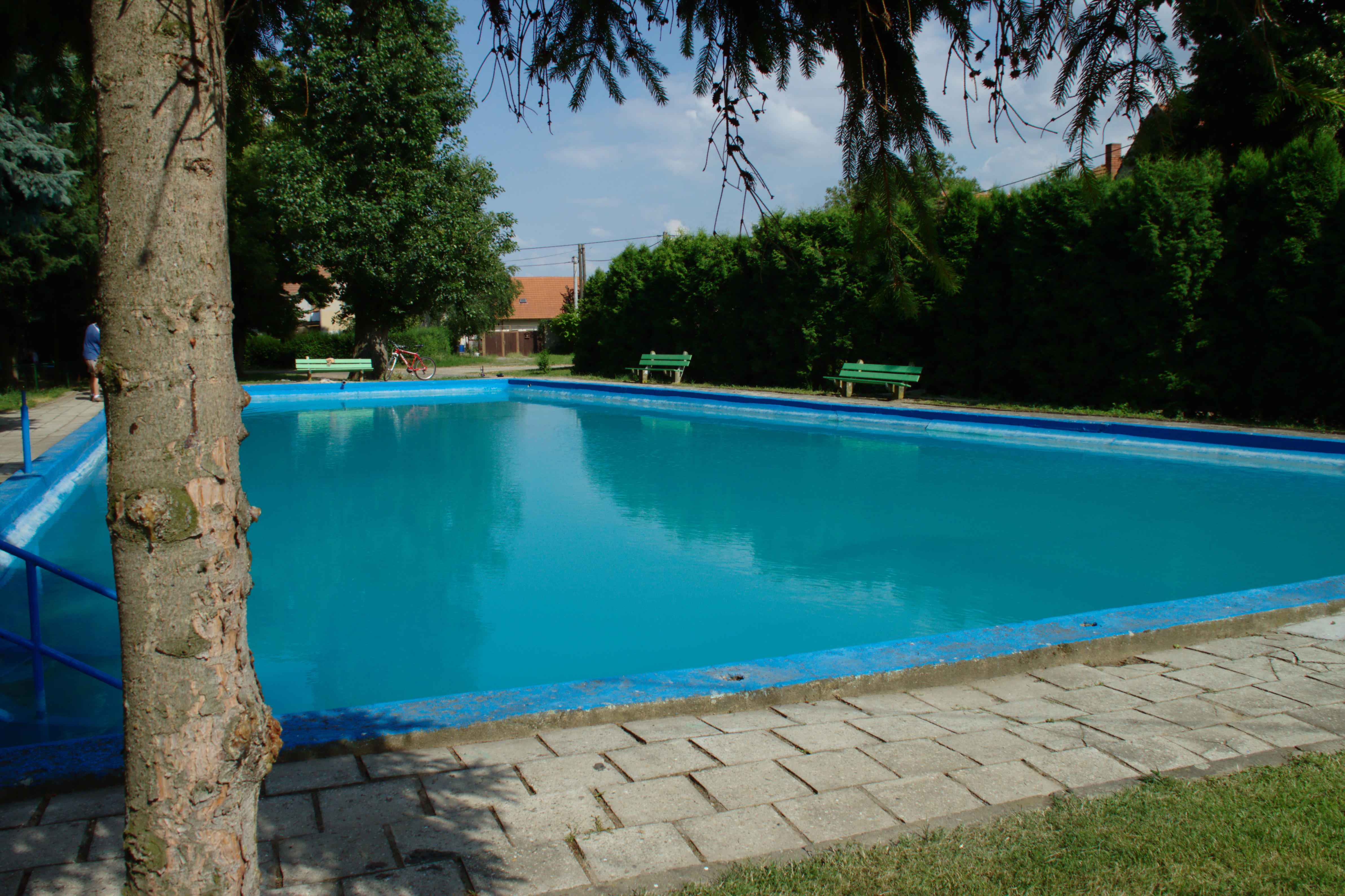
Dorpsvijver
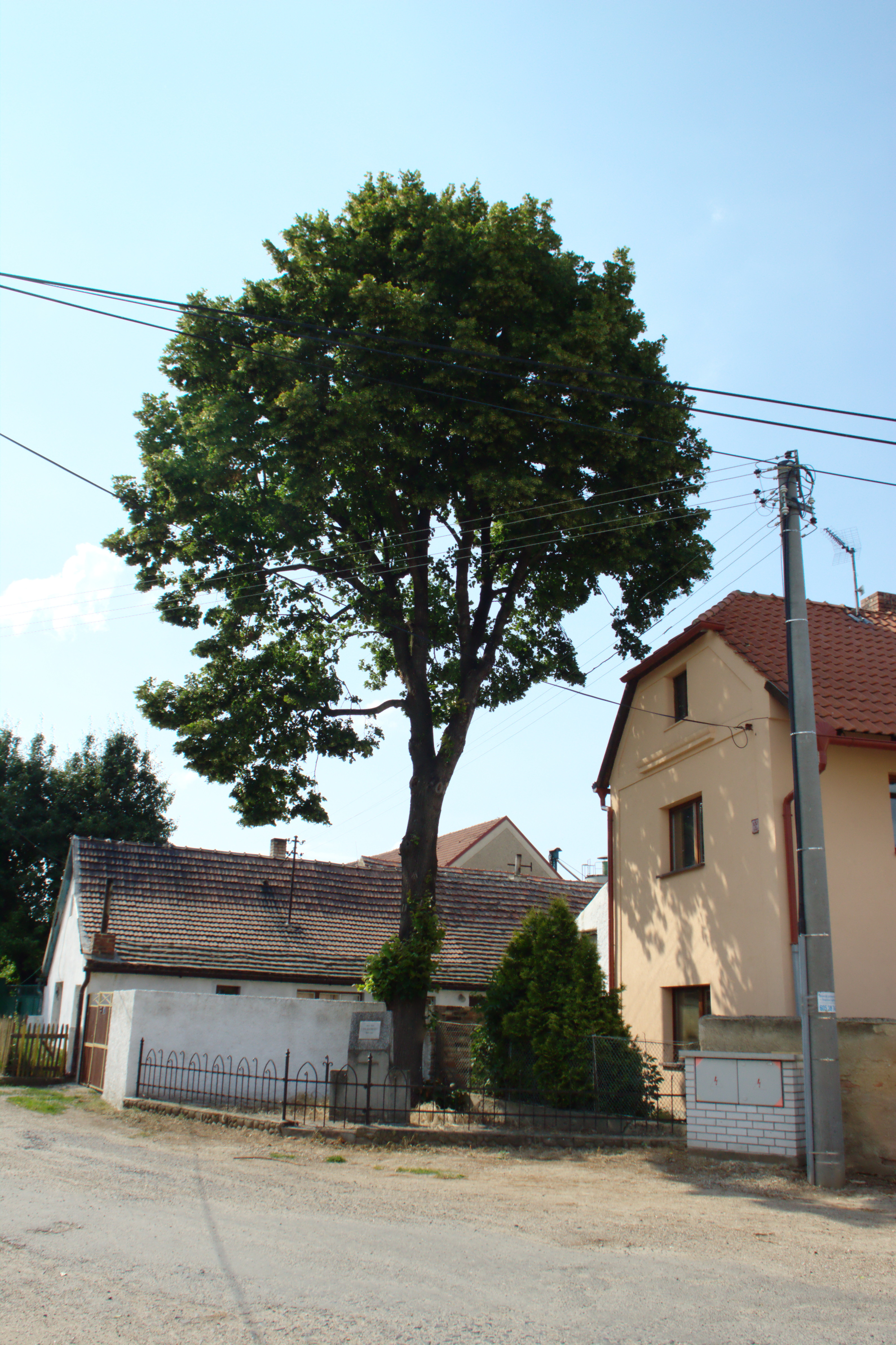
Monumentale boom
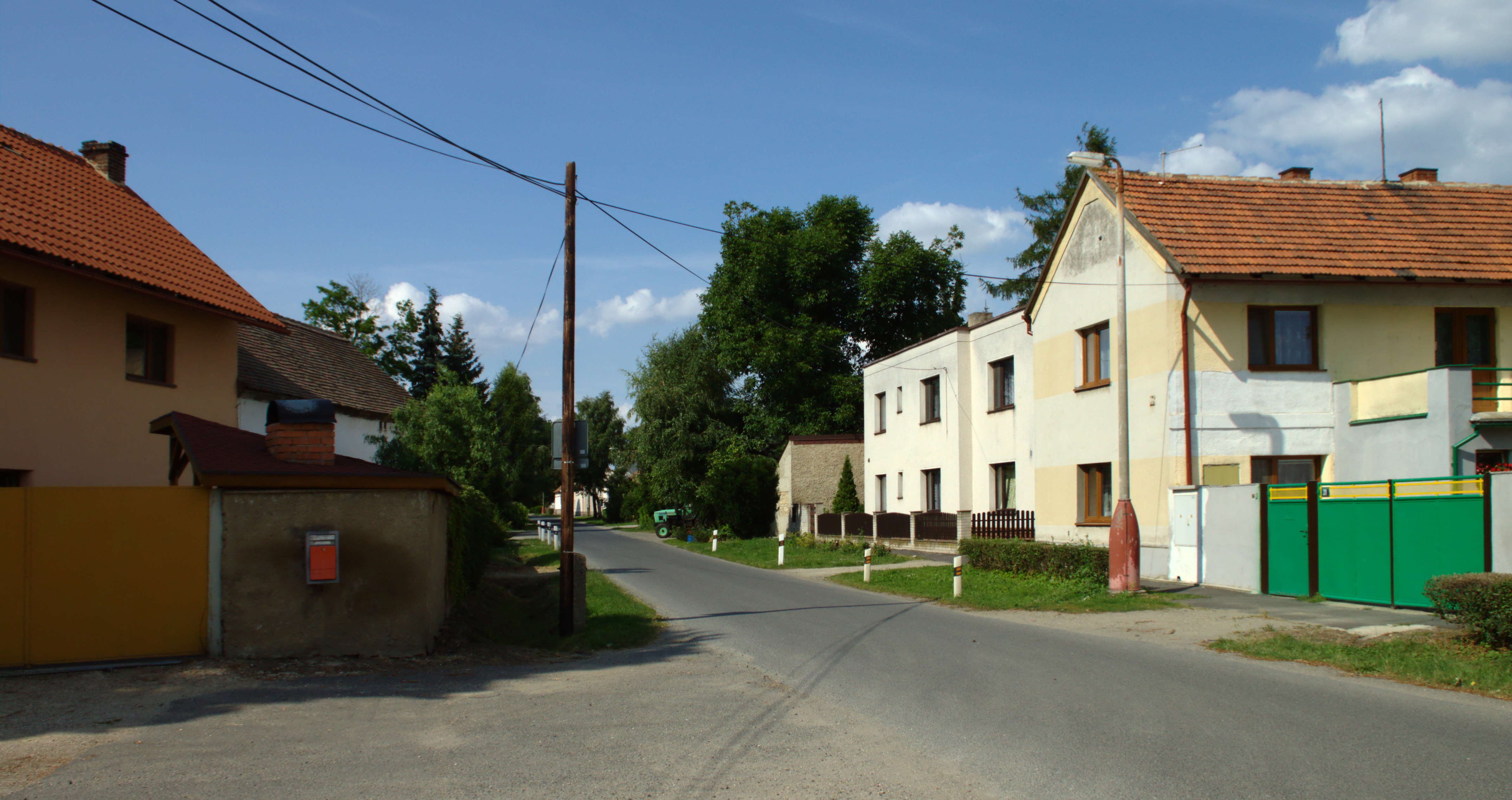
Straat in Loucká